# Francisco Goyoaga
Francisco 'Paco' Goyoaga (* 16. Mai 1920 in Madrid; † 25. Mai 1980 ebenda) war ein spanischer Springreiter. 
1953 wurde er in Paris auf Quorum der erste offizielle Weltmeister im Springreiten. Goyoaga nahm dreimal an Olympischen Spielen teil, 1956 in Stockholm belegte er im Einzel den 15. Platz und erreichte mit der spanischen Equipe Rang 6.

## Erfolge
- Weltmeisterschaft
  - 1953 in Paris: Goldmedaille Einzel auf Quorum
  - 1954 in Madrid: Bronzemedaille Einzel auf Baden
  - 1956 in Aachen: Silbermedaille Einzel auf Fahnenkönig
- weitere:
  - 1956 Sieger im Großen Preis von Aachen auf Fahnenkönig